# Jack Hunter i grobowiec Akenatena
Jack Hunter w poszukiwaniu grobowca Echnatona (ang. Jack Hunter and the Quest for Akhenaten's Tomb) – amerykański film przygodowy z 2008 roku w reżyserii Terry’ego Cunninghama.

## Fabuła
Archeolog i łowca przygód Jack Hunter (Ivan Sergei) zgadza się pomóc rządowi w poszukiwaniach Gwiazdy Niebios. Zostaje przetransportowany do amerykańskiej bazy lotniczej w Turcji, gdzie spotyka się z Liz (Susan Ward), która wprowadza go w szczegóły misji. Okazuje się, że Gwiazda Niebios może być używana jako broń lub niezwykłe źródło energii.

## Obsada
- Ivan Sergei – Jack Hunter
- Susan Ward – Liz Johnson
- Alaina Huffman – Inga Halstrom
- Joanne Kelly
- Thure Riefenstein
- Mario Naim Bassil
- Tuncel Kurtiz